# Segunda División
Segunda División (pol. „druga dywizja”, pełna nazwa: Campeonato Nacional de Liga de Segunda División) – druga w hierarchii klasa ligowych rozgrywek piłkarskich w Hiszpanii. Utworzona w 1929 r., jednocześnie z Primera División. Zarządzana przez Liga de Fútbol Profesional (Liga Profesjonalnej Piłki Nożnej).
Trzy najlepsze drużyny ligi awansują do Primera División, cztery ostatnie zostają zdegradowane do Primera División RFEF. Trzeci zespół, który awansuje do Primera División, jest zwycięzcą baraży między zespołami z miejsc 3-6. w Segunda División, w barażach nie mogą brać udziału drużyny rezerw.

## Historia
- Liga została utworzona przez RFEF w 1929 r. Od 1983 r. organizowana jest przez spółkę LFP (Liga de Fútbol Profesional)
- 16 sierpnia 2006 LFP podpisała umowę z grupą bankową BBVA na sponsorowanie rozgrywek, przemianowując jej nazwę na Liga BBVA
- 4 czerwca 2008 zmieniono marketingową nazwę rozgrywek na Liga Adelante
- Po zakończeniu sezonu 2015/16 wygasła umowa z BBVA, a nowym sponsorem ligi został Banco Santander, dzięki czemu rozgrywki otrzymały nazwę La Liga 1|2|3
- W sezonie 2019/20 liga zmieniła nazwę na La Liga SmartBank
- Po zakończeniu sezonu 2022/23 wygasła umowa z Banco Santander, a nowym sponsorem ligi zostało EA Sports, dzięki czemu liga otrzymała nazwę LaLiga Hypermotion[2]

## System
- Dwie najlepsze drużyny awansują do Primera División
- Trzeci, czwarty, piąty i szósty zespół rozgrywa baraże o awans do Primera División
- Ostatnie cztery ekipy spadają do Primera Federación
- W barażach nie mogą uczestniczyć drużyny rezerw

## Sezony
| Sezon     | Mistrz                            | Wicemistrz                       | Zwycięzca barażów                     |
| --------- | --------------------------------- | -------------------------------- | ------------------------------------- |
| 1929      | Sevilla FC (bez awansu)           | Real Saragossa (bez awansu)      |                                       |
| 1929/1930 | Deportivo Alavés                  | Sporting Gijón (bez awansu)      |                                       |
| 1930/1931 | Valencia CF                       | Sevilla FC (bez awansu)          |                                       |
| 1931/1932 | Real Betis                        | Real Oviedo (bez awansu)         |                                       |
| 1932/1933 | Real Oviedo                       | Atlético Madryt (bez awansu)     |                                       |
| 1933/1934 | Sevilla FC                        | Atlético Madryt                  |                                       |
| 1934/1935 | Hércules CF                       | CA Osasuna                       |                                       |
| 1935/1936 | Celta Vigo                        | Real Saragossa                   |                                       |
| 1939/1940 | Real Murcia                       | Deportivo La Coruña (bez awansu) |                                       |
| 1940/1941 | Granada CF                        | Real Sociedad                    | Deportivo La Coruña CD Castellón      |
| 1941/1942 | Real Betis                        | Real Saragossa                   |                                       |
| 1942/1943 | CE Sabadell                       | Real Sociedad                    |                                       |
| 1943/1944 | Sporting Gijón                    | Real Murcia                      |                                       |
| 1944/1945 | CD Alcoyano                       | Hércules CF                      | Celta Vigo                            |
| 1945/1946 | CE Sabadell                       | Deportivo La Coruña              |                                       |
| 1946/1947 | CD Alcoyano                       | Gimnàstic Tarragona              | Real Sociedad                         |
| 1947/1948 | Real Valladolid                   | Deportivo La Coruña              |                                       |
| 1948/1949 | Real Sociedad                     | Málaga CF                        |                                       |
| 1949/1950 | Racing Santander                  | CD Alcoyano                      | UE Lleida Real Murcia                 |
| 1950/1951 | Sporting Gijón                    | Atlético Tetuán                  | Real Saragossa UD Las Palmas          |
| 1951/1952 | Real Oviedo                       | Málaga CF                        |                                       |
| 1952/1953 | CA Osasuna                        | Real Jaén                        |                                       |
| 1953/1954 | Deportivo Alavés                  | UD Las Palmas                    | Hércules CF Málaga CF                 |
| 1954/1955 | Cultural y Deportiva Leonesa      | Real Murcia                      |                                       |
| 1955/1956 | CA Osasuna                        | Real Jaén                        | Real Saragossa CD Condal              |
| 1956/1957 | Sporting Gijón                    | Granada CF                       |                                       |
| 1957/1958 | Real Oviedo                       | Real Betis                       |                                       |
| 1958/1959 | Elche CF                          | Real Valladolid                  |                                       |
| 1959/1960 | Racing Santander                  | RCD Mallorca                     |                                       |
| 1960/1961 | CA Osasuna                        | CD Tenerife                      |                                       |
| 1961/1962 | Deportivo La Coruña               | Córdoba CF                       | Real Valladolid Málaga CF             |
| 1962/1963 | Pontevedra CF                     | Real Murcia                      | Levante UD RCD Espanyol               |
| 1963/1964 | Deportivo La Coruña               | UD Las Palmas                    |                                       |
| 1964/1965 | Pontevedra CF                     | RCD Mallorca                     | CE Sabadell Málaga CF                 |
| 1965/1966 | Deportivo La Coruña               | Hércules CF                      | Granada CF                            |
| 1966/1967 | Real Sociedad                     | Málaga CF                        | Real Betis                            |
| 1967/1968 | Deportivo La Coruña               | Granada CF                       |                                       |
| 1968/1969 | Sevilla FC                        | Celta Vigo                       | RCD Mallorca                          |
| 1969/1970 | Sporting Gijón                    | Málaga CF                        | RCD Espanyol                          |
| 1970/1971 | Real Betis                        | Burgos CF                        | Deportivo La Coruña Córdoba CF        |
| 1971/1972 | Real Oviedo                       | CD Castellón                     | Real Saragossa                        |
| 1972/1973 | Real Murcia                       | Elche CF                         | Racing Santander                      |
| 1973/1974 | Real Betis                        | Hércules CF                      | UD Salamanca                          |
| 1974/1975 | Real Oviedo                       | Racing Santander                 | Sevilla FC                            |
| 1975/1976 | Burgos CF                         | Celta Vigo                       | Málaga CF                             |
| 1976/1977 | Sporting Gijón                    | Cádiz CF                         | Rayo Vallecano                        |
| 1977/1978 | Real Saragossa                    | Recreativo Huelva                | Celta Vigo                            |
| 1978/1979 | AD Almería                        | Málaga CF                        | Real Betis                            |
| 1979/1980 | Real Murcia                       | Real Valladolid                  | CA Osasuna                            |
| 1980/1981 | CD Castellón                      | Cádiz CF                         | Racing Santander                      |
| 1981/1982 | Celta Vigo                        | UD Salamanca                     | Málaga CF                             |
| 1982/1983 | Real Murcia                       | Cádiz CF                         | RCD Mallorca                          |
| 1983/1984 | Real Madryt Castilla (bez awansu) | Bilbao Athletic (bez awansu)     | Hércules CF Racing Santander Elche CF |
| 1984/1985 | UD Las Palmas                     | Cádiz CF                         | Celta Vigo                            |
| 1985/1986 | Real Murcia                       | CE Sabadell                      | RCD Mallorca                          |
| 1986/1987 | Valencia CF                       | CD Logroñés                      | Celta Vigo                            |
| 1987/1988 | Málaga CF                         | Elche CF                         | Real Oviedo                           |
| 1988/1989 | CD Castellón                      | Rayo Vallecano                   | RCD Mallorca CD Tenerife              |
| 1989/1990 | Real Burgos                       | Real Betis                       | RCD Espanyol                          |
| 1990/1991 | Albacete Balompié                 | Deportivo La Coruña              |                                       |
| 1991/1992 | Celta Vigo                        | Rayo Vallecano                   |                                       |
| 1992/1993 | UE Lleida                         | Real Valladolid                  | Racing Santander                      |
| 1993/1994 | RCD Espanyol                      | Real Betis                       | SD Compostela                         |
| 1994/1995 | CP Mérida                         | Rayo Vallecano                   | UD Salamanca                          |
| 1995/1996 | Hércules CF                       | CD Logroñés                      | CF Extremadura                        |
| 1996/1997 | CP Mérida                         | UD Salamanca                     | RCD Mallorca                          |
| 1997/1998 | Deportivo Alavés                  | CF Extremadura                   | Villarreal CF                         |
| 1998/1999 | Málaga CF                         | Atlético Madryt B (bez awansu)   | CD Numancia Sevilla FC Rayo Vallecano |
| 1999/2000 | UD Las Palmas                     | CA Osasuna                       | Villarreal CF                         |
| 2000/2001 | Sevilla FC                        | Real Betis                       | CD Tenerife                           |
| 2001/2002 | Atlético Madryt                   | Racing Santander                 | Recreativo Huelva                     |
| 2002/2003 | Real Murcia                       | Real Saragossa                   | Albacete Balompié                     |
| 2003/2004 | Levante UD                        | CD Numancia                      | Getafe CF                             |
| 2004/2005 | Cádiz CF                          | Celta Vigo                       | Deportivo Alavés                      |
| 2005/2006 | Recreativo Huelva                 | Gimnàstic Tarragona              | Levante UD                            |
| 2006/2007 | Real Valladolid                   | UD Almería                       | Real Murcia                           |
| 2007/2008 | CD Numancia                       | Málaga CF                        | Sporting Gijón                        |
| 2008/2009 | Xerez CD                          | Real Saragossa                   | CD Tenerife                           |
| 2009/2010 | Real Sociedad                     | Hércules CF                      | Levante UD                            |
| 2010/2011 | Real Betis                        | Rayo Vallecano                   | Granada CF                            |
| 2011/2012 | Deportivo La Coruña               | Celta Vigo                       | Real Valladolid                       |
| 2012/2013 | Elche CF                          | Villarreal CF                    | UD Almería                            |
| 2013/2014 | SD Eibar                          | Deportivo La Coruña              | Córdoba CF                            |
| 2014/2015 | Real Betis                        | Sporting Gijón                   | UD Las Palmas                         |
| 2015/2016 | Deportivo Alavés                  | CD Leganés                       | CA Osasuna                            |
| 2016/2017 | Levante UD                        | Girona FC                        | Getafe CF                             |
| 2017/2018 | Rayo Vallecano                    | SD Huesca                        | Real Valladolid                       |
| 2018/2019 | CA Osasuna                        | Granada CF                       | RCD Mallorca                          |
| 2019/2020 | SD Huesca                         | Cádiz CF                         | Elche CF                              |
| 2020/2021 | RCD Espanyol                      | RCD Mallorca                     | Rayo Vallecano                        |
| 2021/2022 | UD Almería                        | Real Valladolid                  | Girona FC                             |
| 2022/2023 | Granada CF                        | UD Las Palmas                    | Deportivo Alavés                      |
| 2023/2024 | CD Leganés                        | Real Valladolid                  | RCD Espanyol                          |
| 2024/2025 | Levante UD                        | Elche CF                         | Real Oviedo                           |

## Najwięcej mistrzostw
| Drużyna                      | Liczba mistrzostw | Mistrzowskie lata                                                               |
| ---------------------------- | ----------------- | ------------------------------------------------------------------------------- |
| Real Murcia                  | 9                 | 1935/36, 1939/40, 1954/55, 1962/63, 1972/73, 1979/80, 1982/83, 1985/86, 2002/03 |
| Real Betis                   | 7                 | 1931/32, 1941/42, 1957/58, 1970/71, 1973/74, 2010/11, 2014/15                   |
| Deportivo La Coruña          | 5                 | 1961/62, 1963/64, 1965/66, 1967/68, 2011/12                                     |
| Sporting Gijón               | 5                 | 1943/44, 1950/51, 1956/57, 1969/70, 1976/77                                     |
| Real Oviedo                  | 5                 | 1932/33, 1951/52, 1957/58, 1971/72, 1974/75                                     |
| Málaga CF                    | 4                 | 1951/52, 1966/67, 1987/88, 1998/99                                              |
| Deportivo Alavés             | 4                 | 1929/30, 1953/54, 1997/98, 2015/16                                              |
| Sevilla FC                   | 4                 | 1929, 1933/34, 1968/69, 2000/01                                                 |
| UD Las Palmas                | 4                 | 1953/54, 1963/64, 1984/85, 1999/00                                              |
| CA Osasuna                   | 4                 | 1952/53, 1955/56, 1960/61, 2018/19                                              |
| Granada CF                   | 4                 | 1940/41, 1956/57, 1967/68, 2022/23                                              |
| CD Alcoyano                  | 3                 | 1944/45, 1946/47, 1949/50                                                       |
| Celta Vigo                   | 3                 | 1935/36, 1981/82, 1991/92                                                       |
| Hércules CF                  | 3                 | 1934/35, 1965/66, 1995/96                                                       |
| Real Valladolid              | 3                 | 1947/48, 1958/59, 2006/07                                                       |
| Real Sociedad                | 3                 | 1948/49, 1966/67, 2009/10                                                       |
| Levante UD                   | 3                 | 2003/04, 2016/17, 2024/25                                                       |
| Racing Santander             | 2                 | 1949/50, 1959/60                                                                |
| RCD Mallorca                 | 2                 | 1959/60, 1964/65                                                                |
| Elche CF                     | 2                 | 1958/59, 2012/13                                                                |
| CD Castellón                 | 2                 | 1980/81, 1988/89                                                                |
| CE Sabadell                  | 2                 | 1942/43, 1945/46                                                                |
| CP Mérida                    | 2                 | 1994/95, 1996/97                                                                |
| Valencia CF                  | 2                 | 1930/31, 1986/87                                                                |
| Pontevedra CF                | 2                 | 1962/63, 1964/65                                                                |
| Real Jaén                    | 2                 | 1952/53, 1955/56                                                                |
| RCD Espanyol                 | 2                 | 1993/94, 2020/21                                                                |
| Rayo Vallecano               | 1                 | 2017/18                                                                         |
| Real Saragossa               | 1                 | 1977/78                                                                         |
| Cádiz CF                     | 1                 | 2004/05                                                                         |
| CD Tenerife                  | 1                 | 1960/61                                                                         |
| CD Numancia                  | 1                 | 2007/08                                                                         |
| Recreativo Huelva            | 1                 | 2005/06                                                                         |
| Córdoba CF                   | 1                 | 1961/62                                                                         |
| Atlético Madryt              | 1                 | 2001/02                                                                         |
| UE Lleida                    | 1                 | 1992/93                                                                         |
| Albacete Balompié            | 1                 | 1990/91                                                                         |
| Burgos CF                    | 1                 | 1975/76                                                                         |
| SD Eibar                     | 1                 | 2013/14                                                                         |
| Xerez CD                     | 1                 | 2008/09                                                                         |
| Real Burgos                  | 1                 | 1989/90                                                                         |
| AD Almería                   | 1                 | 1978/79                                                                         |
| Cultural y Deportiva Leonesa | 1                 | 1954/55                                                                         |
| Atlético Tetuán              | 1                 | 1950/51                                                                         |
| Real Madryt Castilla         | 1                 | 1983/84                                                                         |
| SD Huesca                    | 1                 | 2019/20                                                                         |
| UD Almería                   | 1                 | 2021/22                                                                         |
| CD Leganés                   | 1                 | 2023/24                                                                         |